# Maggie Smith

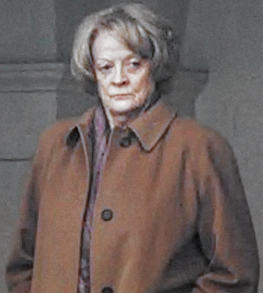
2007

Dame Margaret Nathalie (Maggie) Smith (Ilford, 28 december 1934 – Londen, 27 september 2024) was een Brits actrice. Ze stond bekend om haar veelzijdigheid in zowel theater, televisie als film. Gedurende haar carrière won ze twee Academy Awards, vijf BAFTA's en vier Emmy Awards.

## Levensloop

### Jeugd
Enkele jaren na haar geboorte verhuisde de familie Smith naar Oxford, waar haar vader als laborant werkte en haar moeder secretaresse was. Ze volgde onderwijs aan de Oxford High School for Girls en studeerde daarna aan de Oxford Playhouse Drama School.

### Carrière
Smith begon haar carrière in het theater met een debuut in Twelfth Night in het Oxford Playhouse in 1952. In de jaren 60 werd ze lid van de National Theatre Company onder leiding van Laurence Olivier, waar ze onder meer Desdemona speelde in de filmversie van Othello (1965). Deze rol leverde haar een eerste nominatie voor een Academy Award op.
Smith won haar eerste Academy Award voor beste actrice in 1969 voor haar vertolking van Miss Jean Brodie in The Prime of Miss Jean Brodie. Deze rol werd geprezen om haar complexe vertolking van een eigenzinnige lerares met onorthodoxe ideeën. In 1978 won ze haar tweede Academy Award, voor beste vrouwelijke bijrol in California Suite, waarin ze een actrice speelt die teleurgesteld is in haar carrière.
Haar rol als professor Minerva Anderling in de Harry Potter-films (2001-2011) bracht haar internationale bekendheid bij een jonger publiek. Daarnaast werd haar rol als Violet Crawley, de gravin-douairière in Downton Abbey, zeer gewaardeerd. Deze rol leverde haar drie Emmy Awards op en versterkte haar status als wereldster.
Naast haar filmwerk bleef Smith actief op het toneel. Ze won zes keer de prestigieuze Evening Standard Theatre Award, een record. Enkele van haar belangrijke theaterrollen waren Virginia Woolf in Virginia (1981) en Millamant in The Way of the World (1984). Haar laatste toneeloptreden was in 2019, in de productie A German Life.

### Privéleven
Smith trouwde in 1967 met acteur Robert Stephens, met wie ze twee zonen kreeg, Chris Larkin en Toby Stephens, die ook acteurs werden. Na hun scheiding in 1974 trouwde ze in 1975 met toneelschrijver Alan Beverley Cross. Dit huwelijk duurde tot zijn overlijden in 1998.
In 1988 werd bij Smith de ziekte van Graves vastgesteld, een aandoening die ontstekingen rond de ogen kan veroorzaken. Ze onderging een succesvolle behandeling. In de jaren 2000 kreeg ze borstkanker, maar bleef toch doorwerken in de Harry Potter-films. Smith overleed op 89-jarige leeftijd in het Westminster Hospital in Londen.

## Erkenning
Tijdens haar carrière won Smith onder andere twee Academy Awards, vijf BAFTA's en vier Emmy Awards. Ze werd in 1990 benoemd tot Dame Commander of the Order of the British Empire (DBE) en ontving in 2014 de Orde van de Eregezellen.

## Onderscheidingen
- In 1972 werd Smith benoemd tot Lid in de Orde van het Britse Rijk, in 1990 werd ze bevorderd tot Dame Commandeur in dezelfde orde en werd daardoor officieel Dame Maggie Smith.
- Smith kreeg twee Academy Awards, een voor haar hoofdrol in The Prime of Miss Jean Brodie in 1969 en een voor haar bijrol in California Suite in 1978.
- In 1968 kreeg ze ook de BAFTA Award als beste actrice voor The Prime of Miss Jean Brodie, ze won deze prijs een tweede maal in 1984 voor A Private Function. Een derde maal kreeg ze de BAFTA Award als beste actrice twee jaar later, in 1986, voor A Room with a View, een vierde maal in 1988 voor The Lonely Passion of Judith Hearne. In 1999 won ze een vijfde BAFTA Award, en haar eerste als beste actrice in een bijrol voor Tea with Mussolini. Haar eerste nominatie voor een BAFTA stamt uit 1958, als beste debuut van een actrice in Nowhere to Go.
- Haar eerste nominatie voor een Emmy Award kreeg ze in 1993 voor Suddenly Last Summer, in 2000 volgde een nominatie voor David Copperfield. In 2003 werd ze een eerste maal laureaat van een Emmy voor My House in Umbria. In 2010 kreeg ze een nominatie voor haar rol in Capturing Mary, in 2011 en 2012 volgden haar tweede en derde Emmy Award, twee opeenvolgende jaren ditmaal voor Downton Abbey. In 2013 werd ze voor diezelfde rol trouwens nogmaals genomineerd.
- Op de 18e Screen Actors Guild Awards kreeg ze een individuele nominatie voor Downton Abbey, een jaar later ontving ze als onderdeel van de beste cast in een dramaserie de prijs tijdens de 19e Screen Actors Guild Awards.
- Bij de Satellite Awards kreeg ze een prijs in 2002 voor haar rol in Gosford Park, in 2004 een nominatie voor My House in Umbria, in 2011 een nominatie voor Downton Abbey, in 2012 won ze met diezelfde rol haar tweede Satellite Award.
- In 1966 ontving ze haar eerste nominatie voor een Golden Globe, voor haar rol in Othello, in 2012 nogmaals een nominatie voor Downton Abbey, in 2013 werd ze bij de 70e Golden Globe Awards tweemaal vermeld, eenmaal met een derde nominatie, ditmaal voor haar rol in Quartet, en eenmaal met haar vierde nominatie en haar eerste Golden Globe Award waar ze tot 2013 op moest wachten voor Downton Abbey.